# Trichoformosomyia notata
Trichoformosomyia notata är en tvåvingeart som beskrevs av Richter 1999. Trichoformosomyia notata ingår i släktet Trichoformosomyia och familjen parasitflugor. Inga underarter finns listade i Catalogue of Life.